# جبل البحيرة الفضية
جبل البحيرة الفضية، هو جبل يبلغ ارتفاعه 272 2 قدماً في شمال شرق أديرونداكس يقع بالقرب من اوزبل فوركس في نيويورك.
جبل البحيرة الفضيه هو منتزه مشهور، وهو أسهل مُرتفع في المنطقة، حيث يمكن الصعود اليه بواسطة الممر الذي يبدأ من طريق البحيرة الفضيه ويمتد إلى 0.9 ميل أعلى الجبل وهذا الممر يؤدي إلى القمة التي توفر إطلالات على البحيرات والجبال المحيطة، بما في ذلك جبل وايتفيس.